# Licenciement en France
Ne doit pas être confondu avec démission.
 (décembre 2014).
En droit du travail français, le licenciement est une rupture du contrat de travail par l'employeur. Au contraire, si c'est le salarié qui rompt le contrat il s'agit d'une démission.
En Europe et en France, les droits du licenciement reposent sur « un principe de proportionnalité entre la liberté d'entreprendre et le droit à l'emploi ». Ils protègent à la fois le salarié et l'entreprise en exigeant qu'un motif soit mentionné dans une lettre de licenciement, précédée d'un entretien préalable.
Depuis les années 1980, après une augmentation des protections contre le licenciement depuis 1892, celui-ci tend à se re-libéraliser notamment par application du modèle des insiders-outsiders. Les partisans du modèle indiquent que cela réduit le chômage, les contradicteurs que cela augmente la précarité (forte incertitude de conserver ou récupérer une situation économique et sociale acceptable dans un avenir proche).

## Histoire
Les prémices de la législation en matière de licenciement remontent à 1892 avec l'introduction d'une obligation de justification de la rupture du contrat de travail par l'employeur[réf. nécessaire].
Mais c'est plus récemment que s'est progressivement constitué un droit de la rupture par l'employeur de la relation de travail, avec l'instauration d'un préavis de licenciement en 1957, de l'indemnité légale de licenciement en 1967 et de l'obligation pour l'employeur de justifier d'une cause réelle et sérieuse en 1973. Dans cette logique, le contrat de travail à durée indéterminée, objet de la rupture, n'a finalement été affirmé comme forme typique d'emploi qu'au début des années 1980, alors que la progression du contrat à durée déterminée commençait à devenir sensible, laquelle n'a cessé depuis lors de se confirmer.

## Étymologie
À l'origine, le licenciement est la restitution, par un chef militaire et à son initiative, de la liberté (licence) de disposer d'eux-mêmes, dont il privait ses soldats.
Historiquement à l'origine du concept, l'usage militaire est devenu marginal, tandis que l'usage dans le monde du travail s'est imposé avec le développement du salariat et la constitution d'un droit du travail.

## Catégories de licenciements
Selon le code du travail, il existe plusieurs catégories de licenciement :
1. le « licenciement pour motif économique », qui n'est autorisé que si le salarié n'est pas remplacé. Il trouve sa cause dans une suppression, ou une modification de son emploi justifiée par :
  - des « difficultés économiques sérieuses » n'ayant pu être surmontées par tout autre moyen ;
  - des « mutations technologiques » mettant en cause la pérennité de l'entreprise ;
  - la « nécessité de réorganisations » indispensables à la sauvegarde de la compétitivité de l'entreprise ;
  - la « cessation d'activité » de l'entreprise ;
2. le licenciement pour motif personnel, qui vise à remplacer le salarié par un autre. Il englobe notamment :
  - les licenciements consécutifs à l'inaptitude physique du salarié (voir aussi Décisions d'aptitude) ;
  - les licenciements pour insuffisance professionnelle ;
  - les licenciements pour mésentente ;
  - les licenciements pour « motif disciplinaire », c’est-à-dire pour une faute du salarié, qui peut être soit simplement « sérieuse », soit « grave », soit même « lourde ».

## Formalités de licenciement

### Procédure générale
Pour qu'un licenciement soit régulier, l'employeur doit faire parvenir au salarié une convocation écrite pour un entretien préalable au licenciement (envoyée soit par la Poste en pli recommandé avec accusé de réception, soit par lettre remise en main propre contre décharge), mentionnant que le salarié peut se faire assister par un salarié de l'entreprise si celle-ci est pourvue de représentants du personnel ou, à défaut, par un conseiller du salarié. Pour le salarié, se faire assister par une tierce personne (surtout le conseiller du salarié), contribue à faire respecter les droits du salarié convoqué.
Dans tous les cas il faut respecter un délai de cinq jours ouvrables minimum entre la date à laquelle la convocation est présentée au salarié et la date fixée pour cet entretien.
Les conseillers extérieurs sont désignés dans chaque département par le Préfet sur propositions des syndicats et de la DDTEFP. La liste des conseillers du salarié peut être consultée à l'Inspection du travail, ou dans la mairie de chaque commune.
Lors de l'entretien, l'employeur doit exposer au salarié les raisons (les « griefs ») pour lesquelles il envisage de le licencier et peut recueillir ses explications. Durant cet entretien, l'employeur ne peut pas se faire assister par une personne externe à l'entreprise. Le salarié par contre peut se faire assister par un conseiller du salarié qui est, lui, externe à l'entreprise. Ce conseiller du salarié peut rédiger un compte-rendu.
L'employeur ne peut pas licencier le salarié à l'issue de l'entretien. Il doit respecter un délai de réflexion entre l'entretien préalable et l'envoi de la lettre de licenciement :
- L'ordonnance no 2004-602 du 24 juin 2004 (JO du 26 juin 2004) modifiant l'article L.1232-6 (anciennement L.122-14-1) prévoit que le délai de notification du licenciement pour motif personnel est de 2 jours ouvrables à compter de l'entretien.
- Le délai de notification de la lettre de licenciement individuel pour motif économique, ou inclus dans un licenciement collectif pour motif économique de moins de 10 salariés, est de 7 jours ouvrables et de 15 jours ouvrables pour un cadre à compter de l'entretien, peu importe que l'entreprise soit pourvue ou non de représentants du personnel.

La présence du salarié à l'entretien n'est pas obligatoire. Toutefois, l'absence du salarié à l'entretien n'empêchera pas la procédure de licenciement de se dérouler.
À la suite de cet entretien, au cours duquel le salarié doit pouvoir s'exprimer, et après le respect du délai de réflexion prévu, l'employeur envoie à l'employé un pli recommandé avec accusé de réception confirmant le cas échéant le licenciement ; ce courrier doit mentionner les mêmes griefs que ceux exprimés lors de l'entretien.
Le dernier jour du préavis, l'employeur doit remettre au salarié :
- un certificat de travail, comportant exclusivement la date de l'entrée et celle de la sortie de l'employé, et la nature de l'emploi ou, le cas échéant, des emplois successivement occupés ainsi que les périodes pendant lesquelles ces emplois ont été tenus ;
- une attestation permettant l'inscription à l'Assedic pour la perception des indemnités de chômage ;
- un reçu pour solde de tout compte reprenant l'ensemble des sommes payées (par exemple congés payés non pris) ; contrairement à une idée largement répandue, l'acceptation de ce solde de tout compte ne vaut pas acquiescement de la part de l'employé, ce document peut même servir pour réclamer des sommes dues — l'article L1234-20 (anciennement L122-17 du code du travail) a été modifié en ce sens par la loi de modernisation sociale du 17 janvier 2002, supprimant le délai de forclusion de deux mois pour réclamer son dû.

Le conseil de prud'hommes peut requalifier un licenciement (par exemple estimer qu'un licenciement pour faute grave est en fait un licenciement sans cause réelle et sérieuse ou un licenciement économique) ; il peut également requalifier une démission en rupture par la faute de l'employeur. Enfin, exceptionnellement, il peut requalifier un licenciement en une démission, notamment dans des cas flagrants de fraude aux Assedic : salarié négociant un licenciement plutôt que de démissionner pour pouvoir percevoir son allocation chômage ou salarié montrant de la mauvaise volonté afin de se faire licencier pour faute (cf. plus bas).

### Formalités de licenciement collectif pour motif économique
Voir l'article détaillé : licenciement pour motif économique
Lorsque le nombre de licenciements économiques atteint au moins 2 sur une même période de 30 jours, le licenciement est qualifié de collectif. Dans ce cas, l'employeur doit, préalablement à la notification des licenciements, informer et consulter les représentants du personnel.
- Lorsque les licenciements économiques concernent 2 à 9 salariés sur une même période de 30 jours, il doit consulter :
  - dans les entreprises d'au moins 50 salariés : le comité d'entreprise
  - dans les entreprises employant entre 11 et 49 salariés ou en l'absence de comité d'entreprise : les délégués du personnel
- Lorsque les licenciements économiques concernent au moins 10 salariés sur une même période de 30 jours :
  - dans les entreprises employant entre 11 et 49 salariés, la procédure est identique
  - dans les entreprises d'au moins 50 salariés, l'employeur doit engager une double procédure d'information et de consultation du comité d'entreprise et mettre en place un PSE ou plan de sauvegarde de l'emploi

Les licenciements ne pourront être prononcés qu'une fois l'avis des représentants du personnel rendu.

### Mise à pied conservatoire
L'employeur peut décider une mise à pied conservatoire du salarié, à durée indéterminée, qui court jusqu'à la décision de sanction (licenciement ou autre sanction) et durant laquelle le salarié n'est pas rémunéré ; cette mise à pied doit être rapidement suivie de la convocation à l'entretien préalable à sanction,,.

### Le statut particulier des journalistes professionnels
L'article L.7112-3 du code du travail définissant le statut de journaliste professionnel donne droit à une indemnité qui ne peut être inférieure à un mois par année, ou fraction d’année de collaboration, des derniers appointements, s'il a la carte de presse.
Le maximum des mensualités est fixé à quinze. Au-delà de 15 ans d'ancienneté, le supplément éventuel d'indemnité est décidé par la commission arbitrale des journalistes. La loi Brachard a aussi voulu protéger le journaliste en cas de rachat de son entreprise, avec la clause de cession.

### Préavis
L'employé ayant plus de six mois d'ancienneté dans l'entreprise dispose alors normalement d'une période de préavis (aussi appelé délai-congé) durant laquelle il continue à travailler et à toucher son salaire. Ce préavis est d'un mois pour une ancienneté inférieure à deux ans, et de deux mois pour une ancienneté supérieure ; la durée est doublée si le salarié est handicapé. De par la convention collective, ou par accord avec l'employeur, la période de préavis peut être plus longue (souvent de 3 mois pour les cadres) et le salarié peut dégager des heures sur ses heures de travail pour rechercher un emploi.
L'employeur peut décider de dispenser le salarié de travailler en lui payant le préavis, en notifiant sa décision par écrit. Dans ce cas, l'employé peut prendre un nouveau travail durant sa période de préavis.
Dans le cas d'un licenciement pour faute grave ou lourde, le salarié n'a pas droit à un préavis : on considère que sa présence dans l'entreprise présente un risque pour son bon fonctionnement voire pour la sécurité du personnel.
En général, le préavis court à partir de la date de présentation de la lettre recommandée de licenciement au salarié, que celui-ci la retire ou non.
Au cours de la durée théorique de ce préavis, même si celui-ci n'est pas exécuté, l'employé peut bénéficier de la somme correspondant à son solde DIF restant. Ce, même en cas de licenciement, hors faute lourde.
Il est intéressant de noter qu'en cas de dispense du préavis, le salarié peut parfaitement intégrer un nouvel emploi et cumuler les deux rémunérations correspondantes (dispense de préavis rémunérée et nouveau salaire).

## Indemnisation

### L’indemnité légale de licenciement
L’indemnité légale de licenciement constitue le droit minimal du salarié :
- en contrat à durée indéterminée et licencié pour un motif autre qu’une faute grave ou lourde ;
- comptant au moins 8 mois d’ancienneté ininterrompus dans l’entreprise à la date de la notification du licenciement (l’ancienneté requise pour avoir droit à l’indemnité légale de licenciement a été ramenée de 1 an à 8 mois par l’ordonnance du 22 septembre 2017 citée en référence applicable sur ce point aux licenciements prononcés après le 23 septembre 2017).

Versée à la fin du préavis, que ce dernier soit exécuté ou non, l’indemnité légale de licenciement est calculée :
- à partir d’un salaire de référence ;
- en fonction de l’ancienneté du salarié dans l’entreprise, acquise au terme du préavis même si le salarié est dispensé de l’effectuer.

L’indemnité légale ne se cumule pas avec toute indemnité de même nature : indemnité de départ ou de mise à la retraite, indemnité conventionnelle de licenciement…

#### Montant de l'indemnité
Le calcul le plus favorable au salarié doit être retenu :
- soit 1/12e de la rémunération brute (salaire, primes, etc.) des douze derniers mois qui précèdent la notification du licenciement ;
- soit 1/3 des trois derniers mois. Dans ce cas, toute prime ou gratification de caractère annuel ou exceptionnel, versée au salarié pendant cette période, n’est prise en compte que dans la limite d’un montant calculé à due proportion.

Les indemnités qui correspondent à des remboursements de frais engagés (indemnité de déplacement ou de repas, par exemple) ne sont pas prises en compte.
Si le salaire de l’année ou des 3 derniers mois est nettement inférieur au salaire habituel, c’est ce dernier qu’il faut retenir (le salaire habituel est celui que le salarié aurait perçu en temps normal, en dehors, par exemple, d’une période de chômage partiel ou d’une absence maladie non indemnisée en totalité).

### Indemnité conventionnelle

#### Principe
La convention collective applicable à l'entreprise peut prévoir une indemnité de licenciement plus avantageuse (notamment montant plus élevé ou conditions d'ancienneté moins restrictives).
Dans ce cas, c'est l'indemnité conventionnelle qui sera versée.
Elle n'est pas cumulable avec l'indemnité légale de licenciement.

#### Montant de l'indemnité
Les modalités de calcul et le montant de l'indemnité sont en principe prévus par la convention collective.
À défaut, les règles concernant l'indemnité légale de licenciement s'appliquent.

#### Régimes fiscal et social
L'indemnité conventionnelle de licenciement n'étant pas un salaire, elle n'est pas prise en compte dans le calcul du revenu imposable.
Elle est exonérée, dans certaines limites, de cotisations sociales, de CSG et de CRDS.

### Contrat «nouvelles embauches»
La rupture d'un contrat « nouvelles embauches » durant la période de consolidation de deux ans ne constitue pas un licenciement au sens juridique du terme. Néanmoins, en cas de rupture à l'initiative de l'employeur, le salarié embauché dans le cadre d'un CNE bénéficie d'une indemnité légale égale à 8 % du total des sommes versées depuis le début du contrat. Le salarié peut également bénéficier des prestations de l'assurance chômage.

## Contentieux du licenciement

### Délais de recours
Les délais de recours varient selon le type de licenciement. Ils sont calculés à partir du jour où le demandeur a eu (ou aurait dû avoir) connaissance des faits à l'origine de son action :

#### Cas général
Le délai fixé au demandeur dans le cadre d'un licenciement pour motif personnel pour saisir le CPH est de 2 ans. Rupture conventionnelle homologuée
Le délai fixé au demandeur pour saisir le CPH est fixé à 12 mois pour contestation d'une rupture conventionnelle homologuée.

#### Licenciement collectif pour motif économique
Le délai fixé au demandeur pour saisir le CPH est fixé à 12 mois pour contestation :
- de la régularité ou de la validité d'un licenciement économique si le plan de sauvegarde de l'emploi n'est ni validé, ni homologué,
- de la rupture du contrat de travail à la suite de l'adhésion à un contrat de sécurisation professionnelle (CSP).

À l'issue d'un contentieux présenté devant le Conseil de prud'hommes, le licenciement peut être soit considéré comme pleinement valable, soit invalidé. Dans ce dernier cas, il faut faire une distinction entre le licenciement sans cause réelle et sérieuse et le licenciement nul.

### Licenciement sans cause réelle et sérieuse
Contrairement au licenciement pour motif d’ordre économique, le licenciement d’ordre personnel repose sur la personne du salarié : son comportement (faute…), une insuffisance professionnelle… Pour être valable, la cause du licenciement doit être à la fois réelle et sérieuse.
À défaut, le licenciement est qualifié d’injustifié ou d’abusif.
Les modalités de fixation des indemnités dues au salarié en cas de licenciement dépourvu de cause réelle et sérieuse ont été modifiées dernièrement par l’ordonnance n° 2017-1387 du 22 septembre 2017 citée en référence, dont les dispositions sont applicables aux licenciements prononcés à compter du 24 septembre 2017.
Barème légal des indemnités pour licenciement abusif : cas général
En cas de licenciement dépourvu de cause réelle et sérieuse (licenciement abusif), à défaut de réintégration du salarié, le juge octroie à ce dernier une indemnité à la charge de l’employeur, dont le montant est compris entre les montants minimaux et maximaux fixés dans les tableaux ci-dessous (art. L. 1235-3 du code du travail).
| Barème des indemnités pour les licenciements abusifs (au 23 septembre 2017) | Barème des indemnités pour les licenciements abusifs (au 23 septembre 2017) | Barème des indemnités pour les licenciements abusifs (au 23 septembre 2017) |
| Ancienneté du salarié dans l'entreprise (en années complètes)               | Indemnité minimale (en mois de salaire brut)                                | Indemnité maximale (en mois de salaire brut)                                |
| --------------------------------------------------------------------------- | --------------------------------------------------------------------------- | --------------------------------------------------------------------------- |
| 0                                                                           | Aucune                                                                      | 1                                                                           |
| 1                                                                           | 1                                                                           | 2                                                                           |
| 2                                                                           | 3                                                                           | 3                                                                           |
| 3                                                                           | 3                                                                           | 4                                                                           |
| 4                                                                           | 3                                                                           | 5                                                                           |
| 5                                                                           | 3                                                                           | 6                                                                           |
| 6                                                                           | 3                                                                           | 7                                                                           |
| 7                                                                           | 3                                                                           | 8                                                                           |
| 8                                                                           | 3                                                                           | 8                                                                           |
| 9                                                                           | 3                                                                           | 9                                                                           |
| 10                                                                          | 3                                                                           | 10                                                                          |
| 11                                                                          | 3                                                                           | 10,5                                                                        |
| 12                                                                          | 3                                                                           | 11                                                                          |
| 13                                                                          | 3                                                                           | 11,5                                                                        |
| 14                                                                          | 3                                                                           | 12                                                                          |
| 15                                                                          | 3                                                                           | 13                                                                          |
| 16                                                                          | 3                                                                           | 13,5                                                                        |

### Licenciement nul
Dans le cadre d'un licenciement pour motif personnel annulé, le salarié peut solliciter sa réintégration sans que lui soit opposé une quelconque condition d'ancienneté ou de dimension de l'entreprise. L'annulation du licenciement intervient dans des cas limitativement définis par la Loi, et principalement en matière de discrimination syndicale, raciale, fondée sur le sexe, l'état de santé ou l'orientation sexuelle.
La jurisprudence a également œuvré pour accroitre le champ de la nullité du licenciement, ainsi et par exemple, le licenciement intervenant en violation d'une liberté fondamentale (liberté d'expression par exemple) est également annulé. C'est également la fameuse jurisprudence « La Samaritaine » de la Chambre Sociale de la Cour de cassation qui avait créé le cas de la nullité du licenciement économique dès lors que le plan de sauvegarde de l'emploi est absent, irrégulier ou non communiqué aux représentants du personnel. Cette règle est aujourd'hui codifiée dans le code du travail.

## Abus
Le licenciement, quel que soit son motif (y compris pour faute grave ou lourde), puisqu'il s'agit d'une rupture « à l'initiative de l'employeur », donne droit à la perception d'indemnités de chômage (si le salarié a accumulé suffisamment de droits). Le licenciement est parfois utilisé à la place d'une démission, par entente entre le salarié et l'employeur, pour éviter les inconvénients de la démission au salarié.

### Motivé par le salarié lui-même
Le salarié se présente sur son lieu de travail mais refuse de travailler pour provoquer son renvoi. L'employeur sera contraint de le licencier et le salarié, involontairement privé d'emploi (du moins en droit…) sera indemnisé par l'Assedic.
Dans le cas où l'employé cesse de se rendre sur son lieu de travail (abandon de poste) et refuse de démissionner, l'employeur n'est pas obligé de le licencier, mais y a tout intérêt ; il doit envoyer un courrier recommandé avec accusé de réception mettant le salarié en demeure de justifier de ses absences ou de reprendre son emploi, et lui envoyer des bulletins de salaire indiquant une rémunération nulle pour absences injustifiées. À défaut de reprise de son poste, il est conseillé de le licencier dans le délai maximum de deux mois, sans quoi la prescription des faits disciplinaires risque de poser problème à l'employeur…
La Cour de Cassation a tranché en 2005 la question des « auto-licenciements » qu'on appelle aussi « prise d'acte de la rupture du contrat de travail ». Selon la haute juridiction, de deux choses l'une : soit les faits invoqués par le salarié sont assez sérieux pour que la rupture soit effectivement imputée à l'employeur, et en ce cas la prise d'acte produit les effets d'un licenciement sans cause réelle et sérieuse, soit les faits invoqués ne justifiaient pas la rupture, et cette dernière produit alors les effets d'une démission (Cass.soc, 25/06/2003, no 01-42335).

### Motivé par l'employeur
L'employeur peut exercer une pression psychologique sur l'employé (harcèlement moral) pour le pousser à la démission s'il n'est pas satisfait de son travail et/ou de son comportement (sans que cela ne soit pris en compte par le principe de faute grave).
Il peut également invoquer des problèmes d'employabilité, alors que la loi impose d'assurer l'« adaptation des salariés au poste de travail ».
Il peut invoquer une insuffisance professionnelle de l'employé, sans mentionner une cause réelle et sérieuse, c'est-à-dire objective et vérifiable, notamment sans fournir les preuves de ce qu'il affirme.
Il peut y avoir des problèmes de mésentente, alors que le salarié n'est pas responsable de cette situation.

## Salariés protégés
Ces derniers bénéficient d'une protection particulière contre le licenciement, leur état ou leur fonction pouvant inciter au licenciement discriminatoire (basé sur le fait par exemple que le salarié est syndiqué ou que la femme est enceinte).

### Bénéficiaires de la protection
- tous les représentants élus, les délégués du personnel titulaires ou suppléants, et les membres titulaires ou suppléants du comité d'entreprise ;
- tous les représentants syndicaux, les délégués syndicaux, et les représentants syndicaux au comité d'entreprise ;
- les membres du comité d'hygiène, de sécurité et des conditions de travail ; les salariés mandatés pour négocier un accord collectif ;
- les salariés remplissant certaines fonctions sociales (conseillers prud'hommes, conseillers du salarié, défenseurs syndicaux devant les prud'hommes, représentants du salarié dans le cadre d'une procédure de redressement judiciaire) ;
- les salariés ayant demandé l'organisation d'élections professionnelles (en cas de carence de l'employeur) ;
- les candidats déclarés ou imminents à ces fonctions ainsi qu'aux anciens titulaires.

### Conditions de licenciement
L'employeur qui envisage le licenciement d'un salarié protégé doit respecter une procédure spécifique en deux temps : soumettre le projet au comité d'entreprise (sauf pour les délégués syndicaux) si l'entreprise compte plus de 50 salariés et obtenir l'autorisation de l'inspecteur du travail. Faute d'obtenir une telle autorisation, l'éventuel licenciement est annulable.

### Durée de la protection
- Sont protégés pendant toute la durée de leur mandat:
  - les délégués du personnel,
  - les membres du CHSCT,
  - les délégués syndicaux,
  - les représentants syndicaux au comité d'entreprise,
  - conseillers du salarié, les conseillers prud'hommes et les défenseurs syndicaux devant les prud'hommes.
- Sont protégés pendant six mois à partir de la publication des candidatures:
  - les candidats aux fonctions de membre du comité d'entreprise et les salariés ayant demandé ces élections,
  - les candidats aux fonctions de délégués du personnel et les salariés ayant demandé ces élections
  - les candidats aux fonctions de conseiller prud'hommes.
  - Les salariés mandatés par une organisation syndicale sont protégés pendant la durée de la négociation et six mois après la signature de l'accord.
- Sont protégés pendant six mois après la cessation de leur mandat:
  - les anciens membres élus au comité d'entreprise,
  - les anciens délégués du personnel,
  - les anciens représentants au CHSCT,
  - les anciens conseillers prud'hommes et les anciens représentants syndicaux au comité d'entreprise, s'ils ont exercé leur fonction pendant deux ans.
- Sont protégés pendant douze mois après la cessation de leur mandat :
  - les anciens délégués syndicaux, s'ils ont exercé leur mandat pendant au moins un an,
  - les anciens conseillers du salarié.

Le licenciement de ces salariés est sanctionné par la nullité.

## Statistiques
Les licenciements ne font pas l'objet d'un suivi statistique en France en dépit de débats récurrents concernant leur ampleur et leurs conséquences. Deux sources principales sont toutefois utilisées lorsqu'il est question d'une mesure de leur importance :
- Les déclarations mensuelles de mouvements de main d'œuvre (DMMO) auxquelles sont soumis les établissements du secteur privé employant au moins 50 salariés, complétées par une enquête trimestrielle (sondage au quart) auprès des établissements de 10 à 49 salariés (EMMO). Le traitement de ces données est effectué par la DARES (Ministère du travail). Le décompte des licenciements qui en résulte est toutefois très partiel, tant pour des raisons de champ (exclusion des établissements de moins de 10 salariés) que, surtout, de méthodologie. En effet, les établissements en difficulté ou, a fortiori, qui ont disparu, sont probablement sur-représentés dans les non réponses (environ 18 % de non réponse pour les DMMO). Ce biais ne fait pas l'objet d'un retraitement et le nombre des licenciements décomptés au moyen de cette source est près de deux fois moindre que le nombre des inscriptions à l'ANPE à la suite d'un licenciement
- Les demandes d'emplois enregistrées par l'ANPE par motif d'inscription, parmi lesquels licenciement pour motif économique et licenciement pour un autre motif. Là encore cette source n'est pas complète puisqu'elle ne prend en compte que les inscriptions à l'ANPE en catégorie 1. Elle exclut donc les salariés licenciés qui ont retrouvé un emploi avant le terme de leur préavis et ceux qui se retirent du marché du travail (départ à la retraite ou préretraite en particulier), de même que les salariés licenciés à la recherche d'un nouvel emploi à temps partiel (catégorie 2) ou en CDD (catégorie 3). Sa fiabilité n'est par ailleurs pas totale puisque les motifs d'inscription sont recueillis sur une base déclarative lors de l'inscription au chômage et que, dans près de 30 % des cas, ce motif n'est pas qualifié (autres motifs).

C'est néanmoins sans doute la source ANPE qui permet, en l'état des données disponibles, de fournir la meilleure évaluation de l'ampleur des licenciements en France. Sur la période 1989 à 2005, le nombre des demandes d'emplois enregistrées (DEE) en catégorie 1 pour cause de licenciement s'est régulièrement situé entre 700 000 (point bas constaté entre 1999 et 2001) et 1 million (point haut enregistré en 1993). Il est proche de 850 000 en 2005. Sur cette base, on peut estimer à environ 1 million le nombre moyen annuel des licenciements au cours des 15 dernières années. Si le nombre global des licenciements varie modérément autour de cette moyenne en fonction des fluctuations conjoncturelles, la structure des licenciements par motif s'est profondément modifiée au cours de la même période. Ainsi, en 1993, le nombre des DEE à la suite d'un licenciement pour motif économique atteignait 600 000 tandis que celui des inscriptions à la suite d'un licenciement pour motif personnel s'établissait à 400 000. En 2005, la proportion est inverse, avec 260 000 inscriptions à la suite d'un licenciement pour motif économique pour près de 600 000 inscriptions à la suite d'un licenciement pour motif personnel. Cette évolution traduit un net affaiblissement de la capacité du droit actuel à encadrer les conditions de licenciement dès lors qu'il résulte d'un choix de gestion de l'employeur : « la rupture de CDI pour un motif non inhérent à la personne du salarié - définition du licenciement pour motif économique qu’essaie d’encadrer le droit - s’est élargie de fait à la perte d’emploi indépendante de la volonté du salarié », quelle qu'en soit la forme.
Chaque année, près d'un quart des salariés licenciés engagent une action contre leur ancien employeur devant les tribunaux des prud'hommes. Toutefois le taux de recours est très différent selon le type de licenciement : 1,5 % en cas de licenciement pour motif économique ; 22 à 23 % en cas de licenciement pour motif personnel. La majorité obtient gain de cause.

## Argot
En argot, on dit virer, lourder et dans le cas d'un plan de licenciement, la charrette. On peut également employer l'expression familière mettre à la porte ou encore, par euphémisme à nuance humoristique, dire « remercier ».